# František Gellner

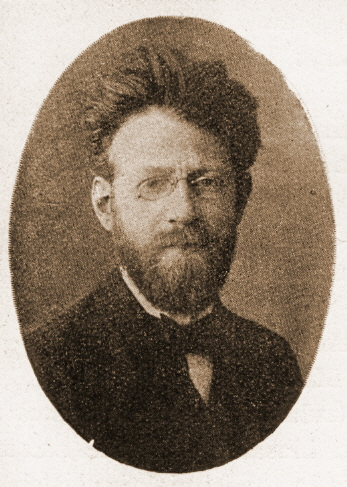
František Gellner

František Gellner (19. června 1881, Mladá Boleslav – asi 13. září 1914, prohlášen za nezvěstného na haličské frontě 1. světové války) byl český básník, prozaik, kreslíř, malíř, karikaturista a ilustrátor, představitel tzv. generace anarchistických buřičů.

## Život
František Gellner se narodil v Mladé Boleslavi v rodině nepříliš zámožného židovského obchodníka, cestoval s otcem jako kramář na pouti a díky tomu poznával pouťovou atmosféru, nalézal zde inspiraci. V rodném městě navštěvoval gymnázium. Po maturitě v roce 1899 dva roky studoval techniku ve Vídni. Od roku 1901 studoval na báňské akademii v Příbrami. Roku 1905 odjel studovat malířství do Mnichova a Paříže. V roce 1909 zahájil své studium na malířské akademii v Drážďanech, o rok později však znovu odjel do Paříže.
Od roku 1911 žil v Brně, pracoval jako kreslíř v redakci Lidových novin, je autorem mnoha karikatur spisovatelů a novinářů. Později proslul také jako fejetonista a prozaik. Účastnil se rovněž politického života.

Po vypuknutí první světové války v srpnu 1914 narukoval do rakousko-uherské armády. Z Mladé Boleslavi byl odvelen na haličskou frontu. Pochod ho však vyčerpal a dne 13. září si nakonec lehl u silnice, kde čekal na svůj osud. Od té doby byl prohlášen za nezvěstného. Přesné datum a místo jeho úmrtí není známo. Od roku 1946 je po něm pojmenována ulice Gellnerova v městské části Brno-Jundrov.

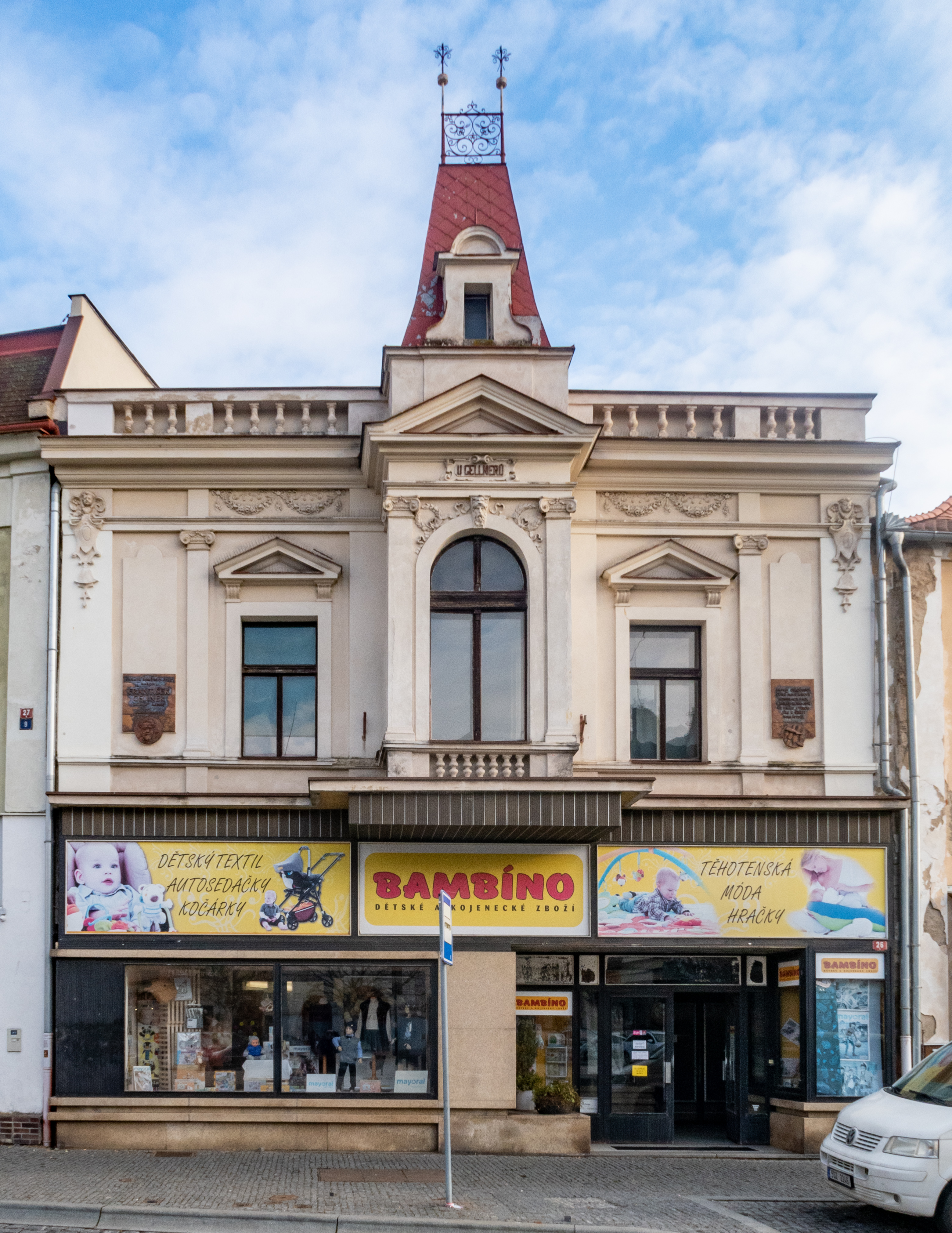
Rodný dům Františka Gellnera na Staroměstském náměstí v Mladé Boleslavi
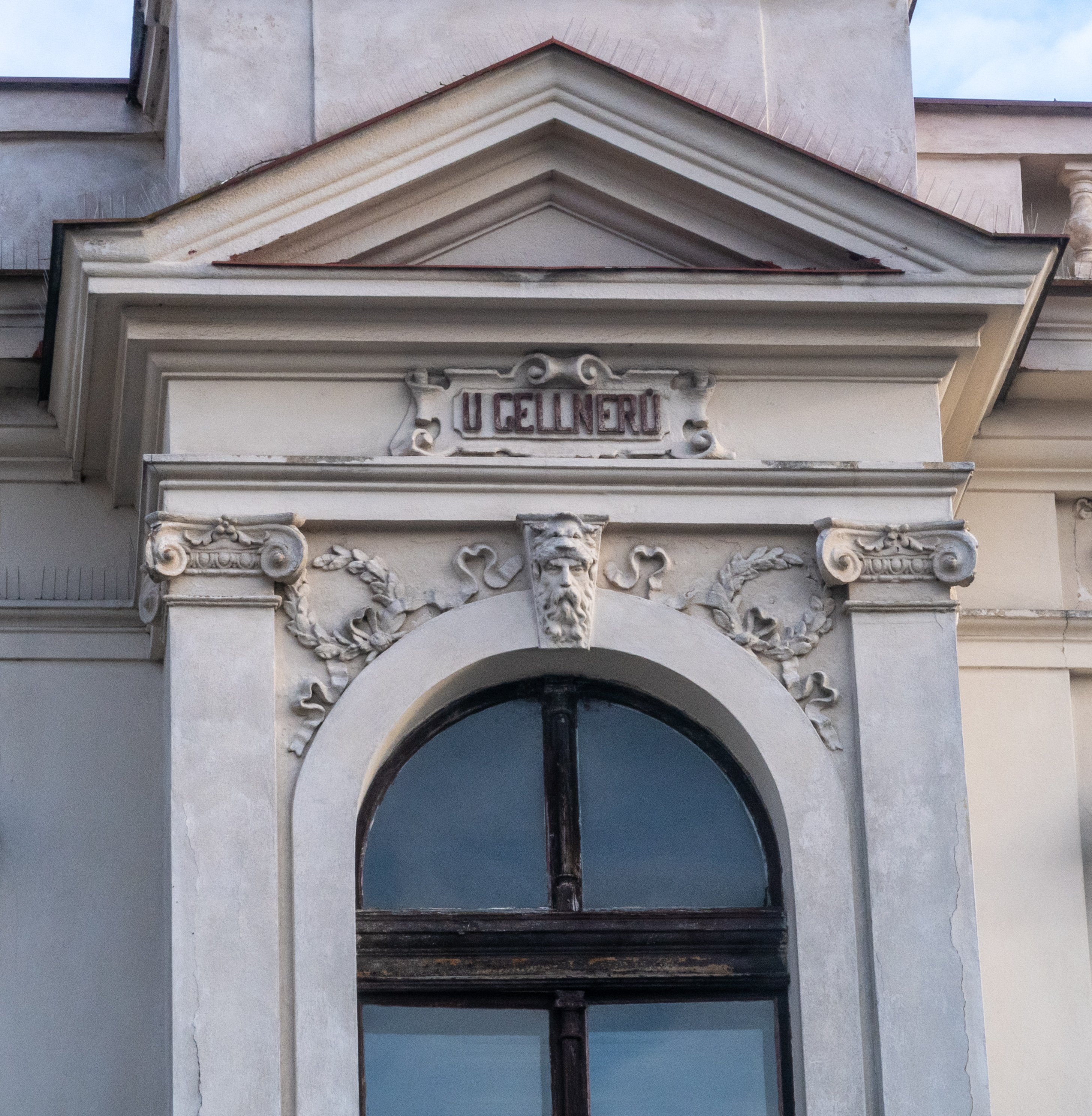
Nápis U Gellnerů na fasádě Gellnerova rodného domu
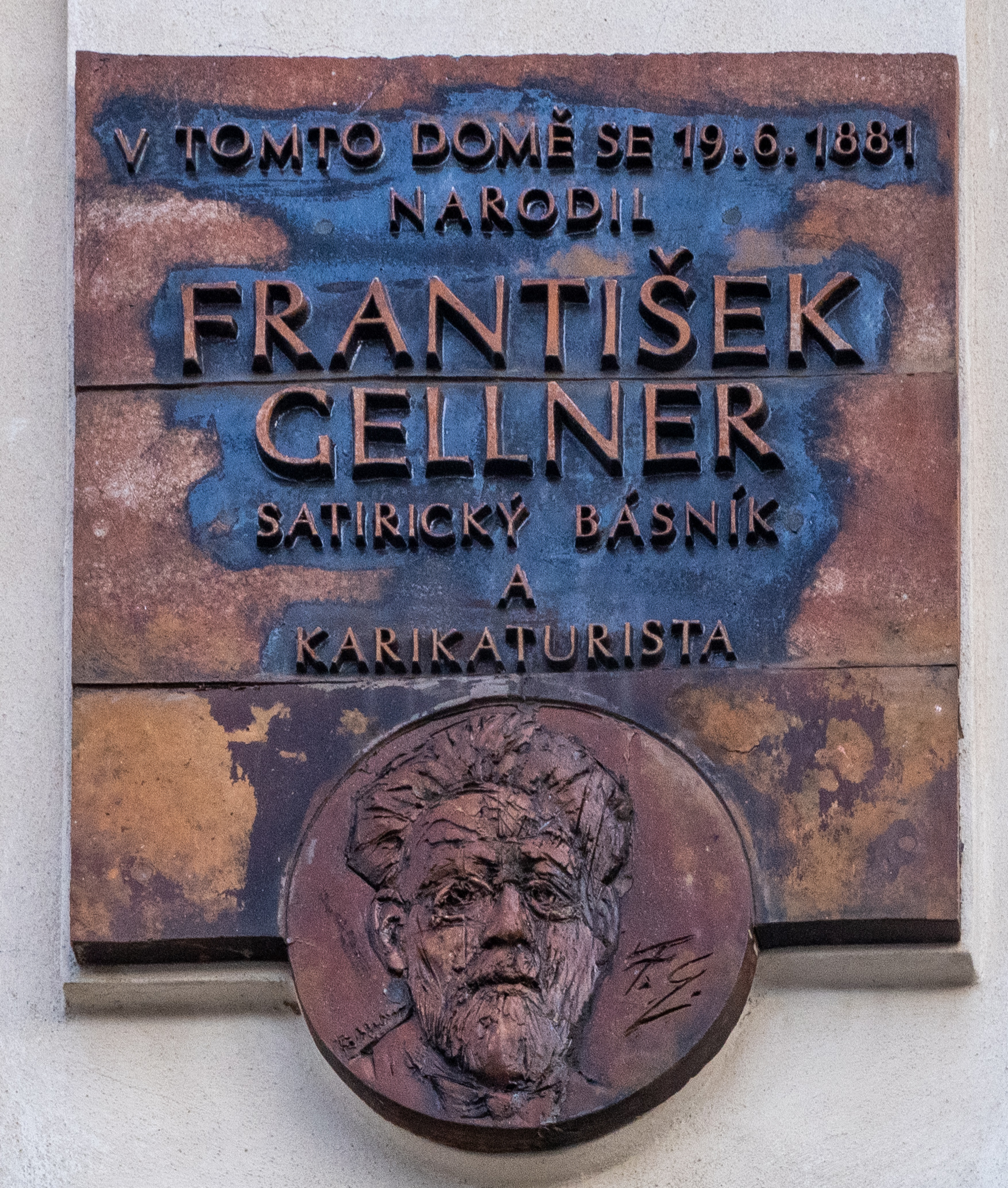
Pamětní deska na fasádě Gellnerova rodného domu
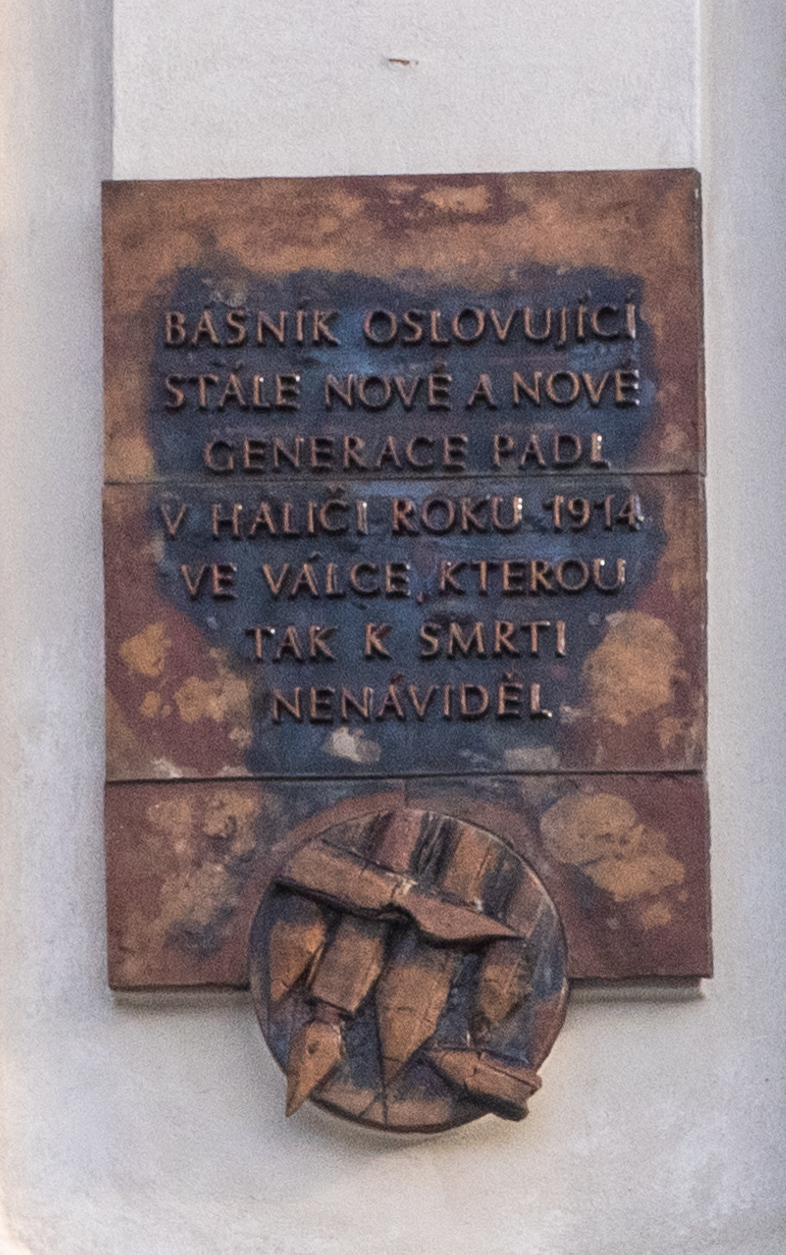
Pamětní deska na fasádě Gellnerova rodného domu

## Dílo

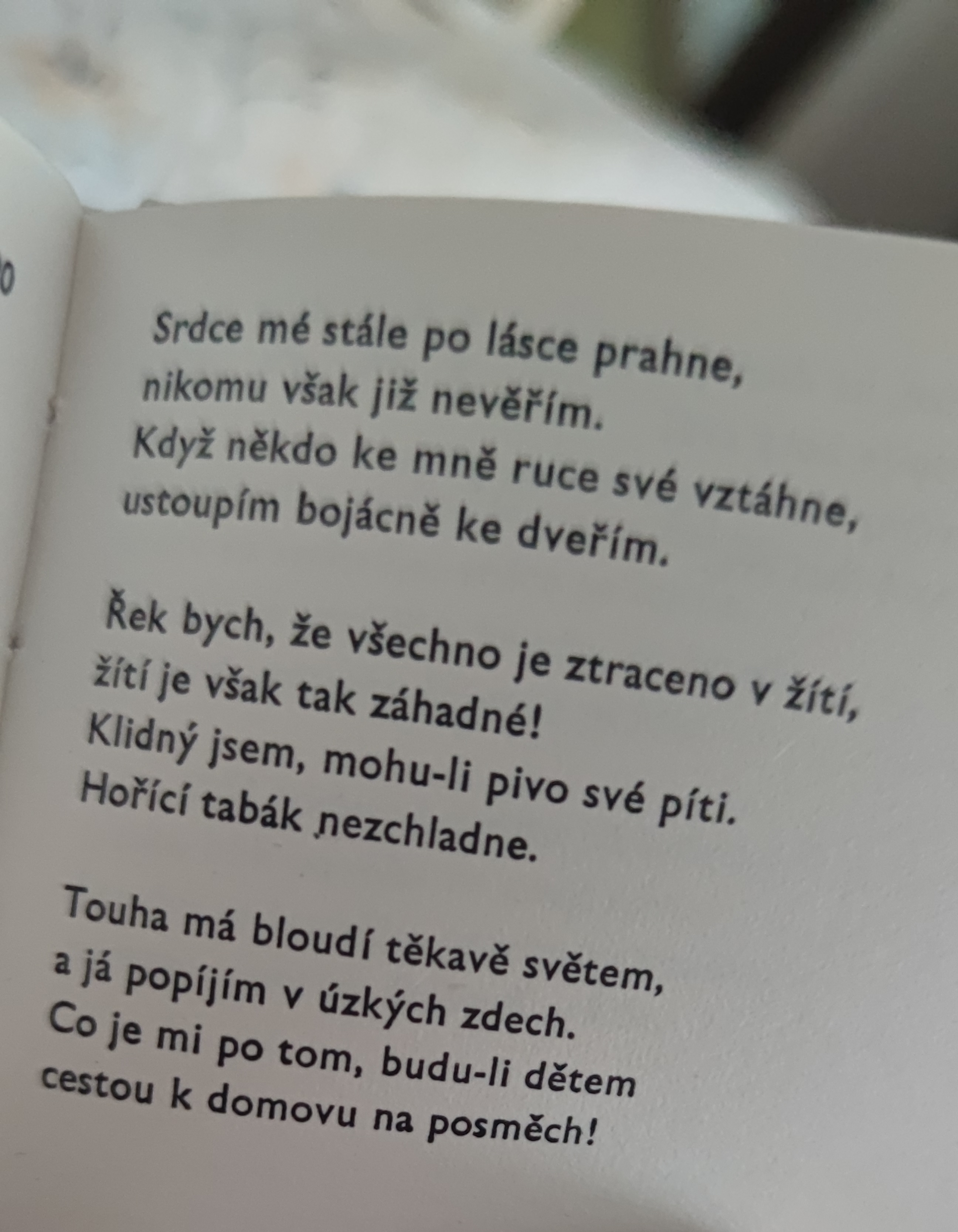
Ukázka z poezie

### Básně
„Nechci se vyvyšovat, ale průkopníci nových směrů uznají, že já to byl, jež zavedl do českého básnictví moderní vymoženosti jako pivo, viržinka atd. Volný verš jsem si neoblíbil, je v něm málo citu. Proti upřílišněným požadavkům srdce je marno bojovat.“
Od svých současníků se odlišoval antiliterárností: Básničky se podobají písničkám, jsou jednoduché, mají krátké verše, většinou i krátké strofy, některá strofa se i opakuje jako refrén, nepoužívá obrazná pojmenování, ale pojmenovává přímo, básně mají písňovou formu.
Gellnerovy verše jsou prosté, mají pravidelný verš i rým a blíží se prozaickému sdělení. Jsou napsány formou popěvku nebo písně. Gellner ve své básnické tvorbě hojně využíval dobových forem lidové zábavy (kuplety, šansony).
Otevřenost sdělení je až šokující. Zdánlivě autor sám sebe v očích čtenářů snižuje. Píše o sobě kriticky a s cynismem, ale cynikem není, pouze se pokouší sám sebe moralizovat. Zastírá přitom touhou po skutečném citu a svou bolest a zklamání.
Jeho dílo bylo výrazně ovlivněno anarchismem.
Do značné míry je též ideálem básníka podle F. X. Šaldy. Protože se oprošťuje od „veškerých zbytečných poetismů“ a píše poezii velice přímou s minimem složitých obrazů známých například od tzv. francouzských prokletých básníků (lartpourlartistů), tak by se jeho styl dal nazvat „expresionismem v poesii“ – důležité je vyjádřit myšlenku, přesně a nezkresleně, opisy jsou zbytečné.

#### Umělecké prostředky
Gellner ve svých básních často přibližuje rytmus lidovému popěvku. Používá banální rýmy, nepoetická slova, častá je u něho i nemetaforičnost (na rozdíl od symbolistů). Svými verši chce vědomě šokovat poklidné měšťanstvo, užívá vulgarismy. Verš pravidelný, forma popěvku.

#### Sbírky
- Po nás ať přijde potopa
  - 1901, převážně subjektivní lyrika, osobní cynická zpověď, prvky anarchismu
  - Objevuje se zklamání nad malostí doby.
  - Odpor k měšťáckému životu, skeptický postoj ke společnosti, hořkost nad životem, zklamání nad dobou a objevují se hrubá slova z ulice
  - Přetékající pohár
- Radosti života
  - 1903, 35 básní různé tematiky a žánru
  - Reagují na falešnou dobovou morálku, na dobové pokrytecké maloměšťáctví. Gellner záměrně zdůrazňuje protiliterárnost a protidekadenci.
  - Ironie, vzpomínky na mládí, popis bohémského života.
  - Báseň Všichni mi lhali (Pojednává o tom, jak slepě věřil všemu a že svět bude lepší. Nechce být ve společnosti, která je pokrytecká. Ukazuje, že každý se něčím přetvařujeme.)
- Nové verše (1919, posmrtně vydaný soubor básní). Jakési zklidnění. Dostupné jako e-kniha.
- Don Juan (časopisecky 1914, knižně 1924, román ve verších). Dostupné jako e-kniha.
- Potulný národ
  - povídka s povídkou Veselý koník, knižně 1926 v sebraných spisech
  - Torzo, nikdy nedopsal. Evropská bohémská společnost.

#### Ukázky z díla
„Já držím pohár ve své dlani.

Je zpěněný a přetéká.

Já držím pohár ve své dlani,

jenž čeká na rty člověka.

Jenž čeká, zdali víno jeho

se do brázd vyschlých rozleje,

na snivých květech v jiných světech

zda zavěsí své krůpěje.

Jenž čeká, zda se sehnou květy

pod onou tíží ku zemi.

Jenž čeká, zdali jiné světy

rozzáří svými vůněmi.

Já držím pohár ve své dlani,

jenž čeká na rty člověka.

Já držím pohár ve své dlani:

své srdce, které přetéká.“

(báseň Přetékající pohár ze sbírky Po nás ať přijde potopa)
„Má milá rozmilá, neplakej!

Život už není jinakej.

Dnes buďme ještě veselí

na naší bílé posteli!

Zejtra, co zejtra? Kdožpak ví.

Zejtra si lehneme do rakví.“

(báseň Perspektiva ze sbírky Po nás ať přijde potopa)
„Má řeč je hrubá jako můj smích

a jako moji známí.

A alkohol (to myslil bych!)

jemnosti nepřidá mi.“

(z básně Což, páni spisovatelé ze sbírky Radosti života)
„Všichni mi lhali, všichni mi lhali,

blázna si ze mne dělali.

Přede mnou citem se rozplývali,

za zády se mi vysmáli.

(…)
Srdce mé stále po lásce prahne,

nikomu však již nevěřím.

Když někdo ke mně ruce své vztáhne,

ustoupím bojácně ke dveřím.“

(z básně Všichni mi lhali ze sbírky Radosti života)
„Nezemru já od práce,

nezahynu bídou,

nezalknu se v oprátce,

skončím syfilidou.

(…)“

(z básně Píseň zhýralého jinocha ze sbírky Básně z pozůstalosti)

### Karikatury

Karikatury Františka Gellnera
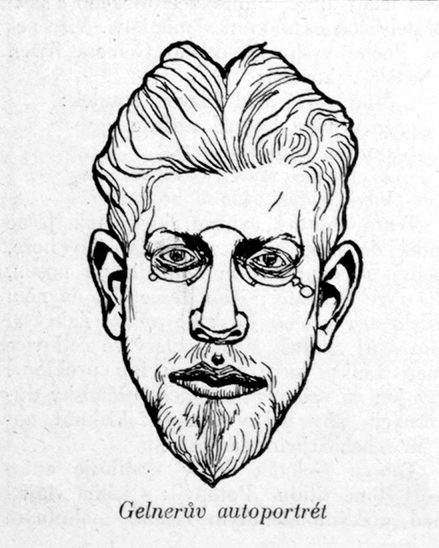
Autoportrét
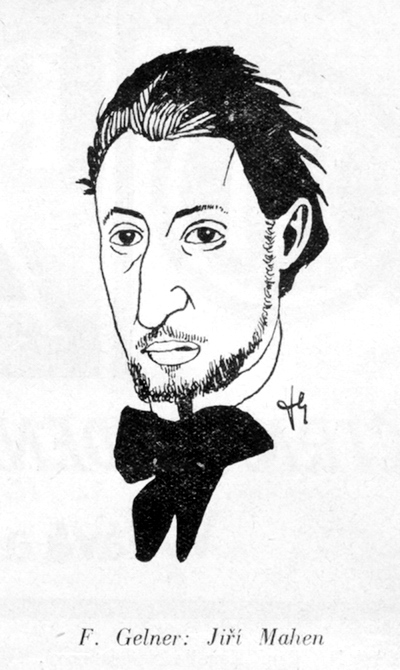
Jiří Mahen
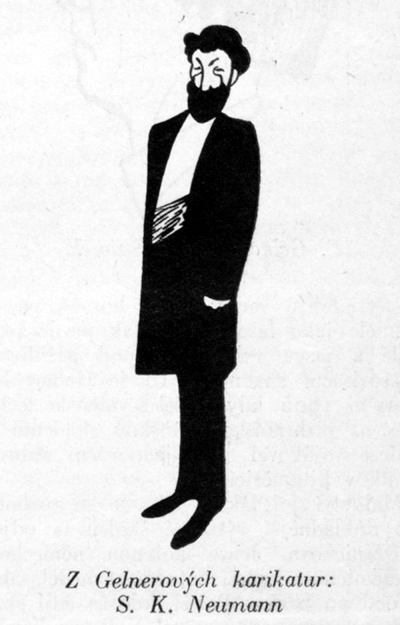
Stanislav Kostka Neumann
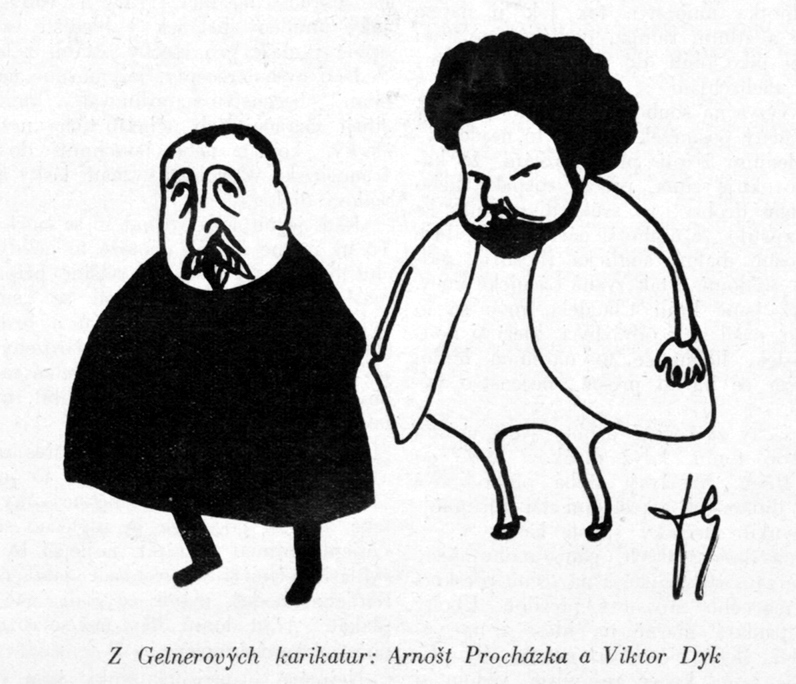
Arnošt Procházka a Viktor Dyk

## František Gellner v české hudbě
Některé jeho básně byly zhudebněny a hrány, popř. vydávány na CD.
- Ve filmu Juraje Herze Petrolejové lampy z roku 1971 skladatel Luboš Fišer zhudebnil v duchu originálu velmi věrně Gellnerovy básně jako kuplety a šansony přelomu 19. a 20. století (zpívá hlavně Josef Laufer, ale i Karel Černoch a Marie Rosůlková).
- V televizní inscenaci Evžena Sokolovského Radosti života (1983) podle scénáře Ludvíka Kundery zpívá Jiří Štěpnička v roli Františka Gellnera mnoho Gellnerových básní jako kuplety. Hudbu k snímku napsal Miloš Štědroň
- Jaromír Nohavica zhudebnil básně: Drobty pod stůl hází nám osud, Chiméra, John Sambo, Lokálka, Napsala mi psaní, Noc byla touhou přesycena, Smuteční, To je teď celá moudrost moje, V kavárně u stolku lecco se řekne.[3]
- Punk-rocková skupina Visací zámek měla v repertoáru postupně tři básně Františka Gellnera: „Všichni mi lhali“, „Perspektiva“ a „Buď matko Boží pomocna“.
- Báseň „Perspektiva“ nahrála v devadesátých letech i skupina 3045 mám Tě rád Maruško.
- Rozpadlá punková skupina Malomocnost prázdnoty hrála píseň „Nečekám nic od reforem“ (část cyklu Radosti života).
- Pepa Nos zhudebnil básně „To je teď celá moudrost moje“, „Všichni mi lhali“, „Perspektiva“, „Babička Málková“, „Noc byla. Usnout nemoh‘ jsem...“, „Rum smutně pil pan ředitel“.
- Báseň Václava Hraběte „Jam Session s Františkem Gellnerem“ zhudebnil Vladimír Mišík. Stejný interpret společně s houslistou Janem Hrubým zpracoval i báseň „Pomalu v revolver se ztrácí víra“ ze sbírky Radosti života.
- Na první dlouhohrající desce skupiny Katapult je píseň „Miluju severní nebe“ ze sbírky Po nás ať přijde potopa. Na CD Radosti života z roku 2010 byl jako čtvrtá skladba zařazen „Přetékající pohár“, v albu Kladivo na život je píseň „Osobní“, dále pak na CD Pozor, rock! live 1988 je uvedena píseň „Všichni mi lhali“. Ostatně Oldřich Říha velmi často sahá po tvorbě F. Gellnera.
- Pardubická punková skupina Volant zhudebnila báseň „Ožeň se bratře, ožeň se“ pod názvem „Ožeň se Honzo, ožeň se“, báseň „Neděle“ pod názvem „Má milá“ a „Bláznění vjelo do párů“ pod názvem „Už tě nemám rád“.
- Brněnská bigbítová kapela Předkožky zhudebnila báseň „Všichni mi lhali“.
- Zaniklá táborská undergroundová skupina Vo 100 sex měla ve svém repertoáru zhudebněnou Gellnerovu báseň „Od rána dřepěl jsem vesele“ ze sbírky Po nás ať přijde potopa.
- Chebská punk'n'rollová skupina Esgmeq zhudebnila báseň „Ožeň se, bratře“ z Radostí života.
- Kapela allskapones z Karviné zhudebnila celé pásmo Gellnerových básní a udělala hudebně-literární projekt „František Gellner bez hranic“, který oživuje jeho dílo a zasazuje jej do dnešního kontextu. „Gellnerovské“ skladby vydala na desce Vzdušné mé vidiny nádherná těla (2013).
- Skupina Hm... zhudebnila Gellnerovu báseň „Kuplet o ženské emancipaci“ a "Radosti života VI (A nový den se hlásil kuropěním)" na své desce Plán na zimu z roku 2008.
- Punková skupina Houba zhudebnila báseň „Drobky pod stůl hází nám osud“ na albu Hnus fialovej.
- Punková plzeňská skupina Indiánská rezervace zhudebnila Gellnerovu báseň „Ředitel“ ze sbírky Radosti života.
- Pražská hudebně-recitační skupina Sbor brežanských kastrátů pravidelně interpretuje Gellnerovy básně jako Radosti života, Pomalu v revolver se ztrácí víra, Vzpomínka, Ožeň se bratře a další.
- Skupina Mňága a Žďorp zhudebnila báseň „Pod mrazivým nebem“ na albu Jen pro vlastní potřebu![4]
- Skupina Hubertus zhudebnila báseň „Neděle“ na albu Sebrané kdysi.[5]
- Zhudebňování textů Františka Gellnera se systematicky a dlouhodobě věnuje vlašimská hudební skupina Nazdárci.
- Písecká skupina 200 zbraní zhudebnila Gellnerovy básně "Kočky mňoukaly na střeše" a "Ožeň se bratře" na albu Od Viktorky do Růženy  (2005).